# モンスターファーム5 サーカスキャラバン
『モンスターファーム5 サーカスキャラバン』は、テクモが発売したPlayStation 2用のゲームソフト。2005年12月8日発売。ジャンルは育成シミュレーションゲームだが、ダンジョンの探索などRPG的な要素も多く含まれている。モンスターファームシリーズの第5作目。略称はMF5。モンスターファームシリーズのナンバリングタイトルとしては現時点で最後の作品。

## ストーリー
オルコロサーカスで働くジュリオはある日育てていたモンスターの姿が無い事に気付く。ショーでの失敗が原因で逃げ出してしまったのだと自らを責めるジュリオの前に突然ナユタという少女が現れ、ジュリオの持っていた円盤石を再生する。ナユタやサーカス団のメンバーに励まされ、ジュリオは再びモンスターを育てる事を決意する場面から物語は始まる。

## ゲームの流れ
プレイヤーは主人公ジュリオとしてオルコロサーカス団で過ごす。ゲームはこれまでのシリーズと同様に一週間ごとに進行するが、舞台がファームではなくサーカスとなっているのが特徴。
それぞれの週では、まずはじめにアルベルトに話しかけることによってミーティングを行う。ミーティングを終了するとその後はフリータイムとなる。なお、あらかじめミーティングで「ショータイム」「冒険」「移動」といった予定をいれていた場合はミーティングやフリータイムはなくそれぞれの行動が実行される。

### ミーティング
ミーティング中は以下のことができる。
行動予定
オルコロサーカス団の今後の予定を立てる。「トレーニング/休み」「ショータイム」「冒険」の3つの選択肢があるが、「ショータイム」「冒険」は場合によっては選択できないこともある。また「ショータイム」は必ず1ヶ月の間を空けて開催しなければならない。ゲームクリア後は「移動」という選択肢が選べるようになる。
育成
モンスターを育成する担当や育成方針、ショータイムでの演目などを確認・変更できる。
ナユタ
ナユタの力を借り、CD・DVD・円盤石・図鑑などからモンスターを再生したり2体のモンスターを合体させたりすることができる。
オプション
ゲームの設定の変更や、データのセーブ・ロードができる。

### フリータイム
ミーティングを終了したあとはフリータイムとなり、サーカスのテント内および外の街を自由に散策できる。
テント内ではモンスターやブリーダーに話しかけることによって育成状況を確認できるほか、ショータイムの練習も可能。またナユタに話しかけると、ミーティング時と同様にモンスターの再生などができる。
テントの出口を出れば外の街を自由に散策できる。散策できる街はサーカスの滞在場所によって異なる。滞在場所はストーリー進行によって変わっていく。街には以下のような施設がある。
アイテム屋
様々なアイテムを買うことができる。ストーリーが進めばアイテムを調合することもできる。ただしレシピが必要になる。
ガジェット素材屋
ショータイムでの演目を行うためのパーツであるガジェットを購入できる。
円盤石ショップ
無料で円盤石を入手できる。
ギルド
街の人からの依頼を引き受けることができる。依頼内容はモンスターの捕獲、アイテムの調達、ショーの開催など。依頼には期限が定められている。期限内に達成して報告すれば報酬がもらえるが、期限を過ぎてしまうと信頼を失い、レベルの低い依頼しか紹介してもらえなくなる。
フリータイムはいつでも終了することができ、終了すると日付が1週間進む。

### ショータイム
ミーティングで「ショータイム」という予定をたてていた週は、オルコロサーカス団がショータイムを行う。ショータイムではモンスターの能力値が成長するほか、おひねりとして資金が得られ、またサーカス団の知名度を上げることもできる。
ショータイムは30秒間の時間制限があり、その間にジュリオはステージ上を走り回り、おひねりを集めたりオルコロエッグに触れてワンマンモードを開始したりする。
ワンマンモードが開始すると、30秒間の時間制限は一時停止し、アコーディオンを使ってモンスターの演技を応援する。レベルによってメロディスロット、メロディキャッチ、メロディスタンプの3つがある。

### 冒険
ミーティングで「冒険」という予定をたてていた週は、ダンジョンに探索に出かけることになる。探索するダンジョンはサーカスの滞在場所によって異なる。
ダンジョンの探索中には野生のモンスターとバトルしたり、宝箱からアイテムを入手できたりする。最深部まで進むとボスが登場し、これに勝利するとストーリーが次の章に進み、サーカスの滞在場所が変化する。

## バトルシステム
基本
バトルはモンスター1匹 - 3匹のパーティ同士で行われる。双方が左右に別れて相対し、相手のモンスターを全て倒すか、ギブアップさせることで勝利となる。技を出すためのガッツは味方全員で共有。
それぞれのモンスターは前後に移動することができ、別のモンスターとの距離が近づくと「リンク」が発生する。
技にはちからの数値で攻撃力が決まるちから技とかしこさの数値で攻撃力が決まるかしこさ技、味方に有利な効果を発生させるサポート技がある。攻撃技はさらに近距離技と遠距離技に別れ、敵とのリンク中は近距離技、そうでないときは遠距離技しか出せない。
味方とのリンク
味方と横に並ぶと緑色の光輪が現れ、味方とのリンクが発生する。この状態では以下の効果が現れる。
- 味方との連続攻撃が出せる。2撃目以降はガッツ消費が軽減される。
- 戦闘能力にボーナスが入り、ガッツ回復速度が速くなる。
- サポート技の補助効果をリンク中の味方全員が同時に受けられる。
- 敵のグループ技をリンク中の味方全員が同時に受けてしまう。
- 合体攻撃を出すことができる（以下の条件が必要）。

- 3体の味方全員がリンクしている。
- ガッツが50以上ある。
- 合体攻撃使用回数のストックがある。

敵とのリンク
敵と近づくと赤色の光輪が現れ、敵とのリンクが発生する。この状態では以下の効果が現れる。
- 移動ができなくなる。
- リンクした敵以外への攻撃ができなくなる。
- ふっとばし（強制的に距離を空ける行動）ができる。

バトル評価
戦闘中に条件を満たすことで様々な評価が発生する。発生させた評価はデータ画面で条件を確認でき、達成率も表示される。発生した時はガッツが少量回復したり、後述のアニマポイントが増加したりなどのメリットが得られる。
バトル評価の一例
- ファーストヒット:相手より先に技を命中させる。
- ダメージ111:合体攻撃以外の技で111ちょうどのダメージを与える。
- トリプルヒット:一度の連続攻撃で3回技を命中させる。
- エネルギーコンボ:2体のモンスターがエネルギーを溜めて撃ち出す技で連続攻撃する。

アニマポイント
戦闘に勝利することでアニマポイント（以下AP）を取得できる。
アニマとは生物が持っている心の力とされている。
本作ではこのAPを消費することで新たな技を習得することができる。また戦闘時に効果を発揮する「特徴」もAPで習得する。
特徴の一例
- 怪力:ちから技で与えるダメージがアップし、かしこさ技で与えるダメージがダウンする。
- 第六感:遠距離技を受けた時、その技の回避率がアップすることがある。
- ド根性:一戦闘に一度だけ、戦闘不能になってもライフ1で復活することがある。
- 闘気:相手の特徴の発動を一定確率で無効化する。ただしド根性は無効化できない。

## 登場人物

### オルコロサーカス
ジュリオ
声：遠藤久美子（OVA）
主人公。15歳の少年。ゲームスタート時に自由に名前をつけることができるが、デフォルトでは「ジュリオ」となる。特技はアコーディオン。孤児であり、オルコロサーカスのアルベルトに拾われ入団、それ以上の詳しい過去などは明かされない。命中の育成が得意。
ナユタ
声：坂本真綾（OVA）
15歳の少女。露出の多い衣装に身を包んでいる。オルコロサーカスの前に突如現れ、同行することに。タンバリンを使って円盤石からモンスターを再生することができ、今作のモンスター再生や合体などを一手に引き受ける。趣味は手品。なにか秘密を抱えているようである。
アルベルト
声：関俊彦（OVA）
23歳の男性。オルコロサーカス団のリーダー。常にピエロのアイマスクをしている。温厚な常識人で誰にでも丁寧な物腰で接する。サーカスの団員にも優しく接しているが、不満がたまると大胆な発言をすることも。
ゴフレ
声：乃村健次（OVA）
21歳の屈強な男。オルコロサーカス団員。丸太を片手で振り回す程の怪力だが臆病な性格。大陸南端の村コンガコンガの長の一人息子で、常に仮面をかぶっている。恥ずかしがりやを克服するために旅に出て「芸人として人前に出る」サーカスに入団したが、いまだに克服できていない。ちからの育成が得意。
マレーネ
声：根谷美智子（OVA）
19歳の女性。オルコロサーカス団員。かなり高飛車な性格。お嬢様のような立ち振る舞いだが、その発言は大胆かつ冷酷である。モンスターへの愛情は確かだが、トレーニング中にあくびをするなど、どこか抜けているところがある。セクシーな衣装が男性客に人気。かしこさの育成が得意。
ティコ
声：斎藤千和（OVA）
7歳の少年。獣のような耳と尻尾を持っている。魔王の森でマヤーに育てられていた。そのため、何に対しても好奇心旺盛。とてもひとなつっこい。魔王の森の事件を機にオルコロサーカスに入団する。回避の育成が得意。
ランバート
初老の男性。カンパーナ王国の重臣。兵士出身で数々の異名（自称）を持つ。老いてなお身のこなし軽やかで、ブリーダーとしての実力も一流。とある理由によりサーカス団に同行する。ライフの育成が得意。
ドッティ
18歳の悪役ブリーダー。ペティの資金援助を頑なに拒み、「悪の美学」を追究する。とある事件で心をいれかえサーカス団の一員に。ジュリオを兄弟のように思っているが、本人は多少嫌がっている。丈夫さの育成が得意。
ペティ
13歳の少女。ドッティの助手。実家はとても金持ちである。ドッティに惚れている。

### 歪の住人
ディ・ロン
歪の世界の王。
ヂュ・チュ
歪の世界の王妃。
ウー
王の手下。

### その他
モーガン
40歳。コルノ村の村長。正義感あふれる真面目な人物。たくさんの子供がいる。
ブルース
グラバドのガジェット整備工。ラ・レジスタンスのリーダー。
デイジー
グラバドの製造工。ラ・レジスタンスのメンバー。
マルシエ王
カンパーナの王。サーカス嫌い。
セレーナ
カンパーナの王妃。
グリゼル院長
タンブールに住む老婆。アルベルトと顔見知りの関係。
ラナ
タンブールに住むアルベルトの幼馴染。
ベルナルト
アルベルトの兄。通称赤シャチ。
ジーノ
ラナの父。通称砂クジラ。
ビッグ・ママ
コンガコンガに住むゴフレの母。
ミヌダル
ゴフレの幼馴染。関西弁。
イザナミ
トチカの大巫女。ナユタの母。
カズマ
トチカの里長。
シズカ
里長に仕える侍女。
ファ・ロン
ナユタの父。
フ・フゥ＆ト・トゥ
双子。友好的に接する。
リンカ
歪の住人。善良な人物。

## 登場するモンスター
騎乗可能とある種族は冒険中に騎乗することで高速で移動することができる。
ピロロ種
新種族。ピエロの様なデザインのモンスター。
移動速度が速く、技の命中率が全体的に高め。
マヤー種
新種族。沖縄方言で「猫」を表す名前の通り猫に似たデザインで、背中に虹色の翼を持つ。
移動速度が非常に速く、回避と命中に優れる。
騎乗可能。
モッチー種
前作より引き続きの登場。ステータスは万能型であり、技の命中率が高いものが多い。
スエゾー種
前作より引き続きの登場。サポート技に命中率を上げる技があり、自身の技も命中率の高いものが多い命中のエキスパート。
ゴーレム種
前作より引き続きの登場。力に優れ、寿命も長い。
騎乗可能。
ピクシー種
前作より引き続きの登場。ガッツ回復速度が非常に速く、賢さに優れる。
ライガー種
前作より引き続きの登場。移動速度と回避、命中に優れる。
騎乗可能。
ニャー種
前作より引き続きの登場。ステータスや移動速度などが平均的。技の命中率は高いものが多いが、ガッツ消費がやや多め。
ドラゴン種
前作より引き続きの登場。ステータスの初期値が高く、力に優れるが寿命が短い。
騎乗可能。
プラント種
前作より引き続きの登場。寿命が長く、ガッツ回復速度が速め。数少ないドレイン技を使える種族。
ナーガ種
前作より引き続きの登場。寿命は短いがステータスが全体的に高く、特にちからと命中に優れる。
非常に攻撃的な技を多く持っており、ある程度の命中と極めて高いライフダメージに加えてドレイン技も備えている。
ダックン種
前作より引き続きの登場。賢さと命中に優れる。
パンチョ種

ガルウ種

ヘンガー種

ジョーカー種

ハム種

ゲル種

ギタン種

ザン種

レシオネ種

デュラハン種

ビークロン種

ライデン種